# Лулу (певица)
Лулу (англ. Lulu), настоящее имя Мэри Макдональд Маклохлин Лори (англ. Marie McDonald McLaughlin Lawrie, родилась 3 ноября 1948, Леннокстаун, Восточный Данбартоншир, Шотландия) — шотландская певица и актриса, победительница конкурса песни «Евровидение-1969» с песней «Boom Bang-a-Bang» .

## Биография
Дебютировала на сцене в пятнадцатилетнем возрасте в сопровождении группы «The Luvvers». С 1965 года выступает самостоятельно. С этого же времени активно снимается в телефильмах. В частности, в 1967 году Лулу играла вместе с Сидни Пуатье в фильме «Учителю с любовью». Песня из этого фильма в исполнении Лулу на протяжении 5 недель возглавляла американский чарт Billboard Hot 100.
В 1969 представляла Великобританию на конкурсе песни «Евровидение», где завоевала первое место с песней «Boom Bang-A-Bang». В 1974 году входит в десятку британского хит-парада с песней «Take Your Mama For A Ride». Тогда же исполнила песню к фильму о Джеймсе Бонде «Человек с золотым пистолетом».
В 1990-е гг. Лулу вновь возвращается на вершину чартов с песней, записанной вместе с группой Take That. В 2002 году выпустила альбом дуэтов, записанных вместе с Полом Маккартни и Элтоном Джоном.
C 1969 по 1973 годы состояла в браке с Морисом Гиббом из группы «Bee Gees». В 2003 году Лулу выпустила автобиографию. В настоящее время работает радиоведущей на BBC.

## Дискография

### Альбомы
- 1965 Something to Shout About
- 1967 Love Loves to Love Lulu
- 1967 To Sir, with Love
- 1969 Lulu’s Album
- 1969 New Routes
- 1970 Melody Fair
- 1970 It’s Lulu
- 1971 The Most of Lulu
- 1973 Lulu (aka: The Man Who Sold The World)
- 1976 Heaven and Earth and the Stars
- 1978 Don’t Take Love For Granted
- 1980 The Very Best of Lulu
- 1981 Lulu
- 1981 Take Me to Your Heart Again
- 1984 Shape Up and Dance
- 1993 Independence
- 1997 Absolutely Lulu
- 2002 Together
- 2003 The Greatest Hits
- 2004 Back on Track
- 2005 A Little Soul in Your Heart
- 2007 The Atco Sessions 1969—1972
- 2008 The Collection

## Синглы в чартах
| Год     | Сингл                                   | Позиция                                                        |
| ------- | --------------------------------------- | -------------------------------------------------------------- |
| 1964    | «Shout» (Lulu and The Luvvers)          | #7 #94 #95 #79                                                 |
| 1964    | «I’ll Come Running»                     | #105 #14                                                       |
| 1964    | «Here Comes the Night»                  | #50                                                            |
| 1965    | «Leave a Little Love»                   | #8                                                             |
| 1965    | «Try to Understand»                     | #25                                                            |
| 1967    | «The Boat That I Row»                   | #6 #115 #49 #37 #15 #9                                         |
| 1967    | «Let’s Pretend»                         | #11 #1 #3                                                      |
| 1967    | «To Sir, with Love»                     | #1 #1 #18 #31 ranking of foreign releases #1 #12 #2 #1 1969:#3 |
| 1967    | «Love Loves to Love Love»               | #32 #34                                                        |
| 1967    | «Shout»                                 | #96                                                            |
| 1967    | «Best of Both Worlds»                   | #32 #37                                                        |
| 1968    | «Me, the Peaceful Heart»                | #9 #53 #44 #20 #11 #12 #6                                      |
| 1968    | «Boy»                                   | #15 #108 #25 #91 #6                                            |
| 1968    | «Morning Dew»                           | #52 #62 #55 #9                                                 |
| 1968    | «I’m a Tiger»                           | #9 #19 #18 #4 #1 #2                                            |
| 1969    | «Boom Bang-a-Bang»                      | #2 #15 #10 #4 #9 Top 10 #41 #8 #1 #5 #1 #5 #3                  |
| 1969–70 | «Oh Me Oh My (I’m a Fool for You Baby)» | #47 #22 #18 #33 #16 #12 #4                                     |

| Год     | Сингл                                                  | Позиция                       |
| ------- | ------------------------------------------------------ | ----------------------------- |
| 1970    | «Hum a Song (From Your Heart)» (with The Dixie Flyers) | #54 #41 #47                   |
| 1970    | «After the Feeling is Gone»                            | #117 #95                      |
| 1974    | «The Man Who Sold the World»                           | #4 #8 #10 #8                  |
| 1975    | «Take Your Mama For a Ride» (Pt. 1)                    | #37                           |
| 1981–82 | «I Could Never Miss You (More Than I Do)»              | #61 #18 #14 #71 #10 #3        |
| 1982    | «If I Were You»                                        | #44 #42 #6                    |
| 1982    | «Who’s Foolin' Who»                                    | #106                          |
| 1986    | «Shout»                                                | #6 #5                         |
| 1986    | «My Boy Lollipop»                                      | #86                           |
| 1993    | «Independence»                                         | #11 #21                       |
| 1993    | «I’m Back For More» (with Bobby Womack)                | #27                           |
| 1993    | «Let Me Wake Up in Your Arms»                          | #51                           |
| 1993    | «Relight My Fire» Take That featuring Lulu)            | #1 #33 #27 #18 #2 #10 #32 #18 |
| 1993    | «How 'Bout Us»                                         | #46                           |
| 1994    | «Goodbye Baby & Amen»                                  | #40                           |
| 1994    | «Every Woman Knows»                                    | #44                           |
| 1999    | «Hurt Me So Bad»                                       | #42                           |
| 2000    | «Better Get Ready»                                     | #59                           |
| 2000    | «Where the Poor Boys Dance»                            | #24                           |
| 2002–03 | «We’ve Got Tonight» (Ronan Keating featuring Lulu)     | #4 #12 #14 #14 #10 #7 #46 #25 |

## Фильмография
- Gonks Go Beat (1965)
- To Sir, with Love (1967)
- Cucumber Castle (1970)
- The Cherry Picker (1972)
- Men in Love (1989)
- Antonio’s Girlfriend (1992)
- To Sir, with Love II (1996)
- Что случилось с Гарольдом Смитом? (Whatever Happened to Harold Smith?) (1999)